# パーソン郡 (ノースカロライナ州)
パーソン郡（パーソンぐん、英: Person County）は、アメリカ合衆国ノースカロライナ州の中央部北、ピードモント台地に位置する郡である。2010年国勢調査での人口は39,464人であり、2000年の35,623人から10.8%増加した。郡庁所在地はロックスボロ市（人口8,362人）であり、同郡で人口最大の都市でもある。
パーソン郡は4つの郡で構成されるダーラム・チャペルヒル大都市圏に属している。その都市圏人口は2010年国勢調査で504,357人だった。リサーチ・トライアングルとも呼ばれている。
また、アメリカ合衆国行政管理予算局はパーソン郡をローリー・ダーラム・チャペルヒル広域都市圏に含めており、その都市圏人口は2012年推計で1,998,808人である。2003年6月6日に行政管理予算局が統計上都市圏を再定義し、それまで長くローリー・ダーラム・チャペルヒル大都市圏に入っていた区域を2つの大都市圏に分割した。ただし、2つに分かれても1つの大都市圏として機能し続けている。
ハイコ湖周辺と郡南部は、新しい企業や小区画が生まれて急速に成長している

## 歴史
1746年、ノースカロライナ植民地政府が、エッジコム郡の一部としてパーソン郡を設立した。1746年から1752年にはグランビル郡の一部となり、その後1778年まではオレンジ郡に、さらに1791年までキャスウェル郡に含まれるというように変遷した。1791年、開拓者達はキャスウェル郡を長さ約20マイル (32 km) の矩形2つに分け、それぞれ面積が400平方マイル (1,000 km2) の郡になった。郡名はアメリカ独立戦争時の愛国者であり、パーソン郡とその周辺にかなりの貢献をしたトマス・パーソン准将に因んで名付けられた。
パーソン郡となった地域には12,000年前からインディアンの先祖にあたる先住民族が住んでおり、様々な文化を発展させていた。スペイン探検家がこの地域に入ってきて遭遇したのは、サポニ族、オカニーチー族などスー語を話す民族だった。
ヨーロッパ人探検家が17世kにこの地域に入ってきた。スコットランド人、スコットランド・アイルランド人、イングランド人、フランス人ユグノー、ドイツ人などヨーロッパ系アメリカ人の開拓地ができたのは、17世紀半ばから19世紀のことだった。開拓者は自作農が多く、奴隷を所有する者は限られていた。
宗教的には初期入植者の多くがヨーロッパ北部からであったことから、圧倒的にプロテスタントが多かった。カトリック教徒など他の宗派の者は少なかった。バージニア州、大西洋のカロライナ海岸、およびアパラチア山脈の麓丘陵部に近いことで、南部アメリカ英語方言の様々なバリエーションが話されており、例えばバージニアのピードモント、海岸南部、南部ミッドランドおよびアフリカ系アメリカ人英語などがよく聞かれる方言である。

### アメリカ独立戦争と南北戦争
パーソン郡の名前はアメリカ独立戦争時の愛国者であり、パーソン郡とその周辺にかなりの貢献をしたトマス・パーソン准将に因んで名付けられた。パーソンはノースカロライナ大学チャペルヒル校の理事を務めた。その寄付により、キャンパス内パーソン・ホールが建設され、その名前が付けられた。
ヒルズボロ地区の主計総監補スティープン・ムーア中佐も、キャムデンの戦いでパーソン郡の部隊を率いたことで、独立戦争のもう一人の英雄である。ムーアは捕虜になり、監獄船トーベイに収監された。1775年から1776年に郡南部の土地を購入しており、そこをマウントティアザと名付けた。1778年に建設した家屋は今もそこに残っており、近年改修された。ムーアは大勢の一族と共にその家屋近くに眠っている。
南北戦争のとき、パーソン郡から800名ないし1,000名の兵士が南軍に仕えた。郡庁舎前の花崗岩記念碑はゲティスバーグの戦いで南軍旗を持って前進したE・フレッチャー・サッターフィールドを顕彰するものである。

### 19世紀後半
南北戦争後、郡経済の基盤を多様なものに転換させたのが、J・A・ロング、W・W・キッチン、A・R・フーシェ、J・C・リード、R・E・ロング等の指導者だった。1890年頃開通したノーフォーク・アンド・ウェスタン鉄道が大きな影響を与え、田園経済にタバコ加工工場と倉庫を追加させた。その後タバコ加工工場は消えたが、幾つかの倉庫が今も残っている。
J・A・ロングは1891年にピープルズ銀行を、1899年にロックスボロ綿糸工場を設立し、綿糸工場は後にタルテックス・ヤーンズと呼ばれた。ロングは1915年に死んだが、その息子J・A・ロング・ジュニアが跡を継ぎ、ロックスボロに新しい企業を誘致し始めた。ベイカー・カンパニーは1923年に開業し、長年にわたって繊維産業を地元経済の主要素とした。ベイカーはコリンズ・アンド・エイクマン・コーポレーションと合併して、長年郡内の主要産業となっていたが、2006年8月に閉鎖した。繊維関連工場は国内の他地域あるいは海外に移転された。

### 20世紀と21世紀
パーソン郡はリサーチ・トライアングルに近く位置するので、近年は住宅開発と商業開発が着実に進行している。ハイコ湖周辺と郡南部には20世紀終盤から21世紀初期に新築家屋が増え、商業開発進んだ。郡内最大級の雇用主はGKN、イートン・コーポレーション、ジョージア・パシフィック・コーポレーションがある。
2010年3月28日夜、11時55分から12時5分、スケールEF1の竜巻が時速70ないし85マイル (31 - 38 m/s) の突風を起こし、ティンバーレイクとルージュモントの町を襲った。これはノースカロライナ州を襲った少なくとも8つの竜巻の1つだった。
2011年4月16日午後、およそ2時半、スケールEF2の竜巻がベセルヒルの町を襲った。

## 郡政府

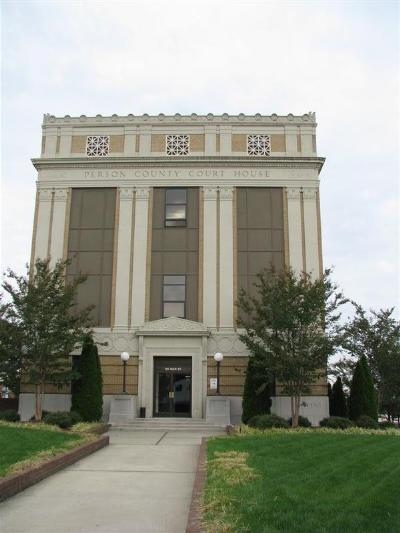
パーソン郡庁舎

パーソン郡は、地域自治体の組織であるカー・タール地域自治体委員会のメンバーである。郡政府は選挙で選ばれる郡政委員会が管理し、警察組織は選挙で選ばれる保安官とそのスタッフが管理している。政治的には保守的だが、地方政治のレベルでは圧倒的に民主党が強い。

## 地理
アメリカ合衆国国勢調査局に拠れば、郡域全面積は404平方マイル (1,047 km2)であり、このうち陸地392平方マイル (1,016 km2)、水域は12平方マイル (31 km2)で水域率は2.92%である。
郡内にはニューズ川、ロアノーク川、タール川という3つの大きな川の流域があり、州南部や東部に飲料水を提供している。タール川水源はパーソン郡南東部にある。郡北西部にはハイコ湖があり、北東部にはメイヨー貯水池がある。両湖とも水力発電とレクリエーションに使われている。西のキャスウェル郡境近くにロックスボロ湖がある。ニューズ川の一部はここでフラット川と共に始まり、リトル川やイーノ川と合流してフォールズ湖に流れ、ニューズ川となる。
州内では最も東にある山地のユーワリー山地は北アメリカ大陸最古の山地である。州内でも標高の低い山地になっている。ユーワリー山地はモンゴメリー郡に始まり、パーソン郡の丘陵部で終わっている。
郡の地形は大半がうねりのある丘陵であり、間に農地や森が入っている。地域にある尾根はピードモント台地にあるような狭く鋭いものではない。峡谷や溝もそれほど急峻ではない。郡北部、湖の間は台地になっている。郡内最高地点はロックスボロにある目立つ丘であり、郡庁舎がその貯水タンクを置いている。ロックスボロの北にあるヘイガーズ山と南部にあるティアザ山が唯一山と言えるものである。地質は火成岩が多く、様々な土壌が積み重なっている。郡内あちこちに花崗岩の巨石が見られる。

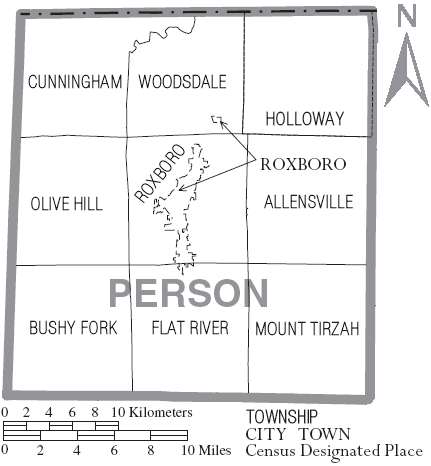
パーソン郡の自治体と郡区

### 郡区
パーソン郡は9つの郡区に分割されている。アレンズビル、ブッシーフォーク、カニンガム、フラットリバー、ホロウェイ、マウントティアザ、オリーブヒル、ロックスボロ、ウッズデール（ベセルヒルを含む）の各郡区である。

### 交通

#### 空港
- パーソン郡空港、ロックスボロの南6マイル (10 km)、アメリカ国道501号線沿い
- ローリー・ダーラム国際空港、ロックスボロの南42マイル (68 km)
- ピードモント・トライアド国際空港、ロックスボロの南西82マイル (132 km)

#### 主要高規格道路
- アメリカ国道
  -  アメリカ国道158号線
  -  アメリカ国道501号線
- ノースカロライナ州道
  -  ノースカロライナ州道49号線
  -  ノースカロライナ州道57号線
  -  ノースカロライナ州道157号線

- 州間高速道路85号線がパーソン郡に最も近い州間高速道路である。ダーラムの南30マイル (50 km) を通っている

### = 鉄道
- ノーフォーク・サザン鉄道、貨物輸送のみ

### 隣接する郡
- ハリファックス郡 (バージニア州) - 北
- グランビル郡 - 東
- ダーラム郡 - 南南東
- オレンジ郡 - 南南西
- キャスウェル郡 - 西

## 人口動態
以下は2010年の国勢調査による人口統計データである。
| 基礎データ - 人口: 39,464人 - 世帯数: 15,826 世帯 - 家族数: 10,979 家族 - 人口密度: 35人/km2（91人/mi2） - 住居数: 15,504軒 - 住居密度: 15軒/km2（40軒/mi2） 人種別人口構成 - 白人: 68.1% - アフリカン・アメリカン: 28.3% - ネイティブ・アメリカン: 0.61% - アジア人: 0.15% - 太平洋諸島系: 0.01% - その他の人種: 1.37% - 混血: 0.86% - ヒスパニック・ラテン系: 2.09% | 年齢別人口構成 - 18歳未満: 24.0% - 18-24歳: 7.4% - 25-44歳: 30.6% - 45-64歳: 24.2% - 65歳以上: 13.3% - 年齢の中央値: 38歳 - 性比（女性100人あたり男性の人口） - 総人口: 93.2 - 18歳以上: 90.2 世帯と家族（対世帯数） - 18歳未満の子供がいる: 31.5% - 結婚・同居している夫婦: 53.8% - 未婚・離婚・死別女性が世帯主: 13.8% - 非家族世帯: 28.2% - 単身世帯: 24.2% - 65歳以上の老人1人暮らし: 10.1% - 平均構成人数 - 世帯: 2.50人 - 家族: 2.95人 | 収入と家計 - 収入の中央値 - 世帯: 42,559米ドル - 家族: 54,474米ドル - 性別 - 男性: 30,970米ドル - 女性: 22,804米ドル - 人口1人あたり収入: 22,189米ドル - 貧困線以下 - 対人口: 12.0% - 対家族数: 9.4% - 18歳未満: 14.9% - 65歳以上: 17.3% |

## 経済
パーソン郡経済は、電子工業、繊維、航空機、食品加工、自動車、アルミ、紙製品など製造業、ブドウ栽培と、経営管理、仲買などサービス業が支配的である。伝統ある煙道養生タバコからバレー種のタバコへの転換など、農業も変わりつつある。
郡内には2つの工業団地がある。ダーラム道路（アメリカ国道501号線）沿いにパーソン郡企業工業センター、ロックスボロの北、ノースパーク・ドライブ沿いにノースパークがある。このほか、ダーラム郡とパーソン郡の境にダーラム・パーソン工業団地を造る計画がある。
パーソン郡は、多くのハイテク会社や新事業が入るリサーチ・トライアングルにも近い。リサーチ・トライアングル・パーク（ダーラム、チャペルヒル、ローリー各市）とピードモント・トライアド（グリーンズボロ、ウィンストン・セーラム、ハイポイント各市）には車で1時間、バージニア州リッチモンドでも車で2時間という戦略的な位置にある。

## 総合病院と医院
- デューク大学健康システムの病院
  - パーソン記念病院
- ロックスボロ・メドアクセス

## 都市と町
パーソン郡の法人化された自治体はロックスボロ市のみであり、他に国勢調査指定地域としてルージュモントがある。以下のリストは未編入の町である。
| - エイ - アレンズビル - ベセルヒル - ブルックスデール - ブッシーフォーク - セフォ - コンコード - カニンガム - デニーストア - ファイブフォークス | - ジェントリーストア - ゴードントン - ヘスターズストア - ハードルミルズ - モリアー - マウントティアザ - リーズバーグ - ロングハースト - ロングスストア - オリーブヒル | - ペインズタバーン - ピーズストア - ルージュモント - シーモラ - サマセット - サール - ティンバーレイク - トリプルスプリングス - ウィットタウン - ウッズデール |

## 教育

### 高等教育機関
- ピードモント・コミュニティカレッジ、パーソン郡と隣接するキャスウェルに支部があり、準学士取得コースと技術訓練プログラムを教え、州立のカレッジや大学に転換するための認証を与えている。

### 公共教育学区

#### パーソン郡教育学区
パーソン郡の公共教育はパーソン郡教育学区が管轄し、幼稚園生から12年生までを教える単一統合学区になっている。児童生徒数は5,300人、スタッフは650人いる。幼稚園2園、小学校7校、中学校2校、高校1校と、オールターナティブスクール1校がある。

#### 州立のチャータースクール
ノースカロライナ州もチャータースクールを運営している。それらは教育学区とは別に運営される。
- ベセルヒル・チャータースクール、2000年開校、児童数385人、幼稚園から6年生まで
- ロックスボロ・コミュニティスクール、綿糸工場を改修した建物を使い、2006年開校、生徒数418人、6年生から12年生まで

### 私立学校
- パーソン・クリスチャン学校
- ロックスボロ・クリスチャン・アカデミー、1976年設立、幼稚園から12年生まで、児童生徒数176人
- ザイオン・クリスチャン・アカデミー、2002年設立、児童生徒数30人

## 著名な出身者
- イーノス・スローター、別名「カントリー」メジャーリーグベースボール選手、セントルイス・カージナルス、アメリカ野球殿堂入り